# RM Lines
RM LINES, a.s. (VKM: RML) je český železniční dopravce, který je dcerou spediční společnosti Spedica. Společnost byla založena v roce 2005 v Litoměřicích, od roku 2012 sídlí v Sokolově.

## Činnost firmy
Společnost zahájila svou činnost v zimě 2005/2006 přepravami soli z Německa do skladu v Lovosicích. Jednalo se o první vlaky, které německý státní dopravce Railion předával jinému českému dopravci než Českým drahám. V této počáteční fázi RM Lines využívala lokomotivy pronajaté z poolu BF Logistics. Postupně si společnost pořídila vlastní elektrické (řady 121 a 140) a motorové (řady 740 a 742) lokomotivy.
Firma se také podílela na vývozu obilí železniční dopravou z Česka. V rámci začlenění do skupiny Energetický a průmyslový holding (v roce 2017) se společnost začala zabývat rovněž přepravami uhlí do Elektrárny Opatovice nad Labem.
V roce 2009 měl RM Lines podíl 0,18 % na trhu železniční nákladní dopravy v ČR, což z něj činilo sedmého největšího českého dopravce. V dalších letech už se firma ve statistikách největších dopravců nevyskytovala.